# Kidston Mine
Kidston Mine är en gruva i Australien. Den ligger i kommunen Etheridge och delstaten Queensland, omkring 1 300 kilometer nordväst om delstatshuvudstaden Brisbane.
Trakten runt Kidston Mine är nära nog obefolkad, med mindre än två invånare per kvadratkilometer.. Det finns inga samhällen i närheten.
Omgivningarna runt Kidston Mine är huvudsakligen savann. Genomsnittlig årsnederbörd är 763 millimeter. Den regnigaste månaden är januari, med i genomsnitt 225 mm nederbörd, och den torraste är augusti, med 5 mm nederbörd.